# Phil Bryant
Dewey Phillip "Phil" Bryant (Moorhead, Misisipi, 9 de diciembre de 1954) es un político estadounidense del Partido Republicano. Desde enero de 2012 ocupa el cargo de gobernador de Misisipi.